# Schistidium heterophyllum
Schistidium heterophyllum är en bladmossart som beskrevs av Mcintosh in L. E. Anderson, H. Crum och William Russell Buck 1990. Schistidium heterophyllum ingår i släktet blommossor, och familjen Grimmiaceae. Inga underarter finns listade i Catalogue of Life.